# Norbert von Hannenheim
Norbert von Hannenheim, illetve teljes nevén Norbert Wolfgang Stephan Hann von Hannemheim (Nagyszeben, 1898. május 15. – Meseritz-Obrawalde, 1945. szeptember 29.) dodekafon zeneszerző volt.

## Élete
Norbert von Hannenheim 1898. május 15-én született Nagyszeben városában, Erdélyben. Német gimnáziumba járt, emellett különórákon zongorázni tanult. A zene már kora gyermekkorában érdekelni kezdte, autodidakta módon zeneszerzéssel is próbálkozott.
Korai munkásságáról kevés emlék maradt fenn. 1916-ban szonáta bemutatását tervezte, de ez végül elmaradt, mert behívták katonának.
Ebből az időből származik néhány megzenésített vers, amelyek egy részét saját költségére adta ki.
"... merészség, gyakran meglepő akkordsorozatok és Schönberg-i szólamkombinációk jellemzőek..." - írta ezekről 1919-ben Egon Hajek zeneköltő.
1920 körül kiadásra került egy irodalmi újság több példányban, "Frühling-Blätter für Menschlichkeit" címmel.
1922/1923-ban Hannenheim a németországi Lipcsébe ment és Paul Graenernél tanult. Írt kamarazene-darabokat különböző hangszerekre, zenekari műveket, egy hegedű- és egy csellókoncertet kamarazenekarra, valamint egy egytételes szimfóniát és egy nagyzenekari koncertet is.
1925-ben elnyerte a George Enescu-díj második helyezését kompozíció kategóriában. A megmérettetésen egy hegedűversenyt adott elő, amelyet még ebben az évben öt másik követett. A továbbiakban is jellemző volt Hannenheimre, hogy egyidőben több művet is írt ugyanarra a hangszerre vagy együttesre.
1926-ból fennmaradt egy beszélgetés, amelyet George Enescuval és Waldemar von Baußnerrel folytatott.
1928/29 között Jemnitz Sándornál, Budapesten folytatta zeneszerzői tanulmányait. Sikeres vizsgák után felvételt nyert Arnold Schönberg mesterosztályába, ahol 1929-től 1932-ig tanult.
Ezzel párhuzamosan a berlini művészeti akadémián is dolgozott (1929-tól 1933-ig). Egyre ismertebbé vált, Schönberg később Amerikában legjobb tanítványai közé sorolta.
Valószínűleg az is imponált a mesterének, hogy "... Norbert von Hannenheim volt az egyetlen, aki mindenre való tekintet nélkül ellentmondott Schönbergnek..." (Erich Schmid)
A harmincas évek elején Hannenheim sokat dolgozott, az előadásainak száma évről-évre nőtt. Ugyanakkor azonban kottamásolással és versek megzenésítésével kellett időnként megkeresnie a megélhetéséhez szükséges pénzt.
Else C. Kraus, aki őszinte híve és műveinek előadója volt, koncertjein bevezető beszédet tartott Schönberg művészetéről.
1932-ben Hannenheimnek ítélték a Mendelssohn Állami Díjat. Ebben az évben súlyos idegösszeomlást kapott, de hamarosan felgyógyult.
A "2. Klavierkonzert mit kleinem Orchester" (2. zongorakoncert kisebb zenekarra) nagy sikert aratott és több rádióadó is sugározta.
1933-ban többekkel együtt elnyerte az Emil Hertzka-díjat.
A harmadik birodalom hirtelen félbeszakította karrierjét, csak kevés előadást tarthatott, népdalok feldolgozásából próbált megélni. A háborús évekből csak kevés információ maradt fenn róla.
1944. júliusában egy skizofréniás roham után beutalták a Meseritz melletti (ma Lengyelországban található) eutanázia-klinikára (Heil und Pflegeanstalt Oberwalde). Az ott kapott kezelés ellenére majdnem a háború végéig életben maradt. 1945. szeptember 25-én – a halotti bizonyítvány szerint szívelégtelenségben – hunyt el.

## Munkássága
Hannenheim több mint 80 énekre és zongorára készült művét jegyeztette a "Genossenschaft Deutscher Tonsetzer"-nél. A szövegek sok esetben olyan ismert költőktől származnak, mint Rainer Maria Rilke, Friedrich Hölderlin, Max Dauthendey, Otto Erich Hartleben, Hermann Hesse, Friedrich Nietzsche, Christian Morgenstern, Rudolf G. Binding, Arno Holz.
A 230 művéből ma 45 ismert. A többi a háború viszontagságai alatt semmisült meg, elveszett, vagy maga Hannenheim égette el pillanatnyi elmezavarában.

## Fordítás
- Ez a szócikk részben vagy egészben  a   Norbert von Hannenheim című angol Wikipédia-szócikk ezen változatának fordításán alapul.  Az eredeti cikk szerkesztőit annak laptörténete sorolja fel. Ez a jelzés csupán a megfogalmazás eredetét és a szerzői jogokat jelzi, nem szolgál a cikkben szereplő információk forrásmegjelöléseként.
- Ez a szócikk részben vagy egészben  a   Norbert von Hannenheim című német Wikipédia-szócikk ezen változatának fordításán alapul.  Az eredeti cikk szerkesztőit annak laptörténete sorolja fel. Ez a jelzés csupán a megfogalmazás eredetét és a szerzői jogokat jelzi, nem szolgál a cikkben szereplő információk forrásmegjelöléseként.